# 1934年全仏選手権 (テニス)
1934年 全仏選手権（1934ねんぜんふつせんしゅけん、Internationaux de France de Roland-Garros 1934）に関する記事。フランス・パリにある「スタッド・ローラン・ギャロス」にて開催。

## 大会の流れ
- 男子シングルスは「89名」の選手による7回戦制で、女子シングルスは「54名」の選手による6回戦制で行われた。男子は39名、女子は10名の選手に「1回戦不戦勝」（抽選表では“Bye”と表示）があった。
- シード選手は男子16名、女子8名。シード選手でも、1回戦から出場した人と、2回戦から登場した人がいる。2回戦から登場した選手が初戦敗退の場合は「2回戦＝初戦」と表記する。

## シード選手

### 男子シングルス
1. フレッド・ペリー　（ベスト8）
2. ジャック・クロフォード　（準優勝）
3. ヘンリー・オースチン　（ベスト8）
4. ゴットフリート・フォン・クラム　（初優勝）
5. ロデリク・メンツェル　（ベスト8）
6. クリスチャン・ボッサス　（ベスト4）
7. ダニエル・プレン　（3回戦）
8. ジョルジオ・デ・ステファーニ　（ベスト4）
9. エイドリアン・クイスト　（3回戦）
10. ジョージ・ヒューズ　（ベスト8）
11. バレンティノ・タローニ　（3回戦）
12. フラニョ・プンチェツ　（1回戦）
13. ウィルマー・ハインズ　（3回戦）
14. ヘルマン・アルテンス　（4回戦）
15. モハメド・スリーム　（4回戦）
16. アントワーヌ・ジェンシアン　（3回戦）

### 女子シングルス
1. ヘレン・ジェイコブス　（準優勝）
2. マーガレット・スクリブン　（優勝、大会2連覇）
3. アリス・マーブル　（2回戦、不戦敗）
4. ベティ・ナットール　（3回戦）
5. シモーヌ・マチュー　（ベスト4）
6. ケイ・スタマーズ　（ベスト8）
7. シルビ・アンロタン　（2回戦＝初戦）
8. ロレット・パヨー　（ベスト8）

## 大会経過

### 男子シングルス
準々決勝
- ジョルジオ・デ・ステファーニ vs.  フレッド・ペリー　6-2, 1-6, 9-7, 6-2
- ゴットフリート・フォン・クラム vs.  ロデリク・メンツェル　6-2, 6-3, 3-6, 3-6, 6-3
- クリスチャン・ボッサス vs.  ヘンリー・オースチン　5-7, 6-2, 6-2, 2-6, 6-1
- ジャック・クロフォード vs.  ジョージ・ヒューズ　4-6, 6-4, 6-2, 6-3

準決勝
- ゴットフリート・フォン・クラム vs.  ジョルジオ・デ・ステファーニ　3-6, 6-4, 6-1, 3-6, 6-2
- ジャック・クロフォード vs.  クリスチャン・ボッサス　6-3, 2-6, 7-5, 6-4

### 女子シングルス
準々決勝
- ヘレン・ジェイコブス vs.  ロレット・パヨー　6-3, 1-6, 8-6
- シモーヌ・マチュー vs.  ルチア・バレリオ　6-3, 6-2
- シリー・アウセム vs.  ケイ・スタマーズ　6-4, 6-2
- マーガレット・スクリブン vs.  ナンシー・ライル　6-1, 6-1

準決勝
- ヘレン・ジェイコブス vs.  シモーヌ・マチュー　6-2, 6-2
- マーガレット・スクリブン vs.  シリー・アウセム　7-5, 6-3

## 決勝戦の結果
- 男子シングルス： ゴットフリート・フォン・クラム vs.  ジャック・クロフォード　6-4, 7-9, 3-6, 7-5, 6-3
- 女子シングルス： マーガレット・スクリブン vs.  ヘレン・ジェイコブス　7-5, 4-6, 6-1
- 男子ダブルス： ジャン・ボロトラ＆ ジャック・ブルニョン vs.  ジャック・クロフォード＆ ビビアン・マグラス　11-9, 6-3, 2-6, 4-6, 9-7
- 女子ダブルス： シモーヌ・マチュー＆ エリザベス・ライアン vs.  ヘレン・ジェイコブス＆ サラ・ポールフリー　3-6, 6-4, 6-2
- 混合ダブルス： ジャン・ボロトラ＆ コレット・ロザンベール vs.  エイドリアン・クイスト＆ エリザベス・ライアン　6-2, 6-4